# Lotta libera ai Giochi della XVIII Olimpiade - Pesi gallo
La competizione della categoria pesi gallo (fino a 57 kg) di lotta libera dei Giochi della XVIII Olimpiade si è svolta dall'11 al 14 ottobre 1964 alla Arena Nippon Budokan a Tokyo.

## Formato
Ad ogni incontro venivano assegnate le seguenti penalità:
- 0 = Al vincitore per schienata
- 1 = Al vincitore ai punti
- 2 = In caso di pareggio
- 3 = Allo sconfitto ai punti
- 4 = Allo sconfitto per schienata

Con sei penalità o più il lottatore veniva eliminato.

## Risultati
| Legenda                                  | Legenda |
| ---------------------------------------- | ------- |
| Lottatore con 6 penalità o più Eliminato |         |

### 1º Turno
Si è disputato il 11 ottobre
| Vincitore            | Pen. | Risultato  | Sconfitto             | Pen. |
| -------------------- | ---- | ---------- | --------------------- | ---- |
| János Varga          | 0    | Schienata  | Tortillano Tumasis    | 4    |
| Choi Yeong-Gil       | 0    | Schienata  | Kevin McGrath         | 4    |
| Muhammad Siraj-Din   | 1    | Ai Punti   | Walter Pilling        | 3    |
| Yojiro Uetake        | 0    | Schienata  | Karl Dodrimont        | 4    |
| Hüseyin Akbaş        | 1    | Ai Punti   | Mohammad Daoud Anwary | 3    |
| Abdullah Khodabandeh | 2    | = Parità = | Mladen Georgiev       | 2    |
| Bishambar Singh      | 0    | Schienata  | Rubén Leibovich       | 4    |
| David Auble          | 1    | Ai Punti   | Bazaryn Sükhbaatar    | 3    |
| Koji Hirabayashi     | 1    | Ai Punti   | Pekka Alanen          | 3    |
| Aydın İbrahimov      | 1    | Ai Punti   | Moises López          | 3    |

### 2º Turno
Si è disputato il 12 ottobre
| Vincitore            | Pen. | Risultato  | Sconfitto             | Pen. |
| -------------------- | ---- | ---------- | --------------------- | ---- |
| János Varga          | 0    | Schienata  | Kevin McGrath         | 8    |
| Choi Yeong-Gil       | 0    | Schienata  | Tortillano Tumasis    | 8    |
| Yojiro Uetake        | 0    | Schienata  | Walter Pilling        | 7    |
| David Auble          | 1    | Schienata  | Rubén Leibovich       | 8    |
| Muhammad Siraj-Din   | 2    | Ai Punti   | Karl Dodrimont        | 7    |
| Aydın İbrahimov      | 2    | Ai Punti   | Koji Hirabayashi      | 4    |
| Abdullah Khodabandeh | 3    | Ai Punti   | Mohammad Daoud Anwary | 6    |
| Hüseyin Akbaş        | 3    | = Parità = | Mladen Georgiev       | 4    |
| Bishambar Singh      | 1    | Ai Punti   | Bazaryn Sükhbaatar    | 6    |
| Moises López         | 5    | = Parità = | Pekka Alanen          | 5    |

### 3º Turno
Si è disputato il 13 ottobre
| Vincitore       | Pen. | Risultato | Sconfitto            | Pen. |
| --------------- | ---- | --------- | -------------------- | ---- |
| Choi Yeong-Gil  | 1    | Ai Punti  | János Varga          | 3    |
| Yojiro Uetake   | 1    | Ai Punti  | Muhammad Siraj-Din   | 5    |
| Hüseyin Akbaş   | 4    | Ai Punti  | Abdullah Khodabandeh | 6    |
| David Auble     | 2    | Ai Punti  | Mladen Georgiev      | 7    |
| Bishambar Singh | 2    | Ai Punti  | Moises López         | 8    |
| Aydın İbrahimov | 2    | Schienata | Pekka Alanen         | 9    |
|                 |      | Ritirato  | Koji Hirabayashi     | -    |

### 4º Turno
Si è disputato il 14 ottobre
| Vincitore       | Pen. | Risultato | Sconfitto          | Pen. |
| --------------- | ---- | --------- | ------------------ | ---- |
| Yojiro Uetake   | 2    | Ai Punti  | Choi Yeong-Gil     | 4    |
| Hüseyin Akbaş   | 4    | Schienata | János Varga        | 7    |
| David Auble     | 3    | Ai Punti  | Bishambar Singh    | 5    |
| Aydın İbrahimov | 2    | Esentato  |                    |      |
|                 |      | Ritirato  | Muhammad Siraj-Din | -    |

### 5º Turno
Si è disputato il 14 ottobre
| Vincitore       | Pen. | Risultato | Sconfitto       | Pen. |
| --------------- | ---- | --------- | --------------- | ---- |
| Aydın İbrahimov | 3    | Ai Punti  | Choi Yeong-Gil  | 7    |
| Yojiro Uetake   | 2    | Ai Punti  | David Auble     | 6    |
| Hüseyin Akbaş   | 4    | Ai Punti  | Bishambar Singh | 8    |

### Turno finale
| Vincitore     | Pen. | Risultato | Sconfitto       | Pen. |
| ------------- | ---- | --------- | --------------- | ---- |
| Yojiro Uetake |      | Ai Punti  | Aydın İbrahimov |      |
| Hüseyin Akbaş |      | Ai Punti  | Aydın İbrahimov |      |
| Yojiro Uetake |      | Ai Punti  | Hüseyin Akbaş   |      |

## Classifica finale
| Pos.    | Atleta                | Nazione          |
| ------- | --------------------- | ---------------- |
| Oro     | Yojiro Uetake         | Giappone         |
| Argento | Hüseyin Akbaş         | Turchia          |
| Bronzo  | Aydın İbrahimov       | Unione Sovietica |
| 4       | David Auble           | Stati Uniti      |
| 5       | Choi Yeong-Gil        | Corea del Sud    |
| 6       | Bishambar Singh       | India            |
| 7       | János Varga           | Ungheria         |
| 8       | Muhammad Siraj-Din    | Pakistan         |
| 9       | Abdullah Khodabandeh  | Iran             |
| 10      | Mladen Georgiev       | Bulgaria         |
| 11      | Moises López          | Messico          |
| 12      | Pekka Alanen          | Finlandia        |
| 13      | Koji Hirabayashi      | Canada           |
| 14      | Mohammad Daoud Anwary | Afghanistan      |
| 14      | Bazaryn Sükhbaatar    | Mongolia         |
| 16      | Walter Pilling        | Gran Bretagna    |
| 16      | Karl Dodrimont        | Germania         |
| 18      | Rubén Leibovich       | Argentina        |
| 18      | Kevin McGrath         | Australia        |
| 18      | Tortillano Tumasis    | Filippine        |